# Предполагаемый портрет А. П. Ганнибала
Предполагаемый портрет Абрама Петровича Ганнибала — картина неизвестного художника, созданная во второй половине XVIII века. Впервые портрет был представлен широкой публике на выставке, приуроченной к открытию в Москве памятника А. С. Пушкину работы А. М. Опекушина. В настоящее время портрет находится в Музее-квартире А. С. Пушкина (Санкт-Петербург, набережная Мойки, д. 12). По традиции считался изображением прадеда А. С. Пушкина. С конца XX века частью исследователей эта гипотеза отвергается. По мнению некоторых, это портрет генерал-аншефа артиллерии И. И. Меллер-Закомельского.

## Провенанс
Портрет до середины 1850-х годов хранился у московского коллекционера статского советника В. А. Юни (1776—1857). У Юни не позднее 1857 года он был куплен директором Московского Главного архива Министерства иностранных дел князем М. А. Оболенским. Со слов родственника М. А. Оболенского, Н. Н. Оболенского, тот в своей записной книжке сделал следующую пометку о приобретении картины: «портрет Абрама Петровича Ганнибала. Генерал-поручик, пожалован орден Владимира 1-й степени 16 мая 1783 года, орден Георгия 3-й степени 27 ноября 1770 года. Куплен у Юни за 10 р.». Записная книжка не сохранилась, поэтому проверить правдивость или точность сообщения Н. Н. Оболенского было невозможно. После смерти Оболенского (1873) его коллекция, в том числе и портрет, по завещанию была передана в Московский Главный архив. Впервые портрет был опубликован в «Альбоме Московской Пушкинской выставки 1880 года». Выставка проводилась в связи с открытием памятника А. С. Пушкину в Москве. Портрет был подписан «Абрам Петрович Ганнибал» изначально с вопросительным знаком, однако, вызванный им интерес у публики, заставил устроителей выставки снять вопрос. Сменивший М. А. Оболенского на посту директора Московского Главного архива Министерства иностранных дел Ф. А. Бюлер, в сопроводительном письме к устроителям выставки утверждал, что передаваемое изображение «старика, весьма смуглого, в красном мундире, в Андреевской ленте» «считается портретом одного из Ганнибалов, предков А. С. Пушкина». В 1898 году описание портрета, но не его репродукция, было помещено в альбоме «Московский главный архив Министерства иностранных дел. Портреты и картины, хранящиеся в нём». Фототипия с портрета экспонировалась на Пушкинской выставке 1899 года в Москве и Санкт-Петербурге. В Альбоме московской выставки портрет обозначен как «сомнительное» изображение А. П. Ганнибала. Как портрет Ганнибала был опубликован в первом томе ПСС А. С. Пушкина (редакция С. А. Венгерова). Однако там же было указано, что «полной уверенности» в том, что это Абрам Петрович нет, и, возможно, это портрет его сына Ивана или даже ни того ни другого, так как ордена на портрете не совпадали с наградами обоих Ганнибалов. В «Словаре» Д. А. Ровинского назван портретом Ивана Абрамовича Ганнибала, сына Абрама Петровича. В 1920-х годах портрет был передан из собрания Архива в Пушкинский дом АН СССР. С юбилейного 1937 года (сто лет со дня смерти Пушкина) портрет во всех изданиях воспроизводился как изображение А. П. Ганнибала.
Ничего не известно о бытовании портрета Ганнибала в его семье. Уже в конце XX века было высказано предположение, что портрет заказал Адам Карпович Роткирх, зять Ганнибала и автор его «Немецкой биографии». Однако эта версия не была подкреплена никакими документами. Кроме того, Роткирх знал, какими орденами был награждён его тесть — они перечисляются в биографии Ганнибала.

## Описание
Весь колорит картины очень тёмный. На портрете в поясном срезе изображён мужчина в военном мундире, его голова представлена в правом развороте в три четверти. Чёрные (тёмные) волосы уложены «под парик» — зачёсаны назад, над ушами уложены в букли, лицо тёмное (очень смуглое), глаза карие, белки глаз — жёлтого цвета, видны кровяные прожилки, его черты «европейские». Плечи и грудь, в отличие от головы, изображены развёрнутыми влево в три четверти. Мужчина облачён в мундир образца 1764—1797 годов красного цвета с чёрным бархатным воротником и бортами, расшитыми золотом — шитьё представляет собой четыре (или, как утверждает Глинка, пять) жгута, свитых из лавровых листьев. Такое шитьё полагалось мундиру генерал-аншефа. Из наград изображены Андреевская и Георгиевская звёзды, поверх белого шейного платка Георгиевский крест на ленте (знак 2-й степени) и голубая Андреевская лента из муара через правое плечо. Тёмный, оливково-коричневый фон портрета с правой стороны, у головы модели, высветлен. Холст натянут на подрамник с клинками и крестовиной. Как отмечает Н. Телетова, голова написана, в отличие от других элементов портрета, более искусным художником. Тот же, кто завершал портрет, неверно развернул корпус портретируемого, писал «неумело», не применяя моделировку. Плечи и грудь производят впечатление вырезанных из дерева. Возможно, картина дописывалась не с натуры. На обороте холста была сделана, вероятно, одним из его владельцев, следующая надпись: «Аннибал, генерал-аншефа, на 92-м году от рождения». Надпись по сути дела повторяет информацию, которая содержится в примечаниях Пушкина к «Евгению Онегину». Он ошибался в возрасте Ганнибала, потому что опирался на неточные семейные предания.

## Определение личности изображённого
– Какой-то деятель утверждает, что это не Ганнибал. Ордена, видите ли, не соответствуют. Якобы это генерал Закомельский.

– Кто же это на самом деле?

– И на самом деле – Закомельский.

– Почему же он такой черный?

– С азиатами воевал, на юге. Там жара. Вот он и загорел. Да и краски темнеют от времени.

– Значит, правильно, что сняли?

– Да какая разница – Ганнибал, Закомельский… Туристы желают видеть Ганнибала. Они за это деньги платят. На фига им Закомельский?! Вот наш директор и повесил Ганнибала… Точнее, Закомельского под видом Ганнибала. А какому-то деятелю не понравилось…

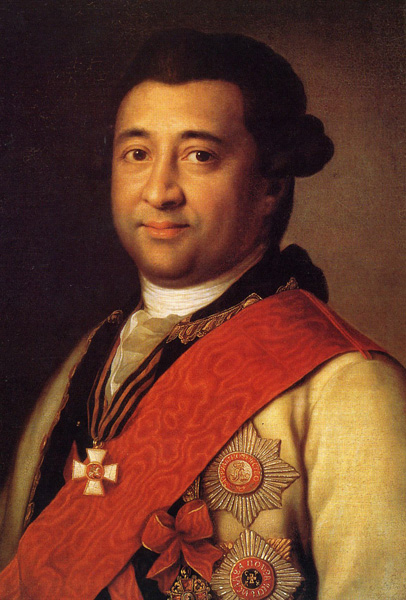
И. А. Ганнибал. Круг Левицкого. Ок. 1801. Как морской артиллерист, Иван Абрамович носил белый мундир

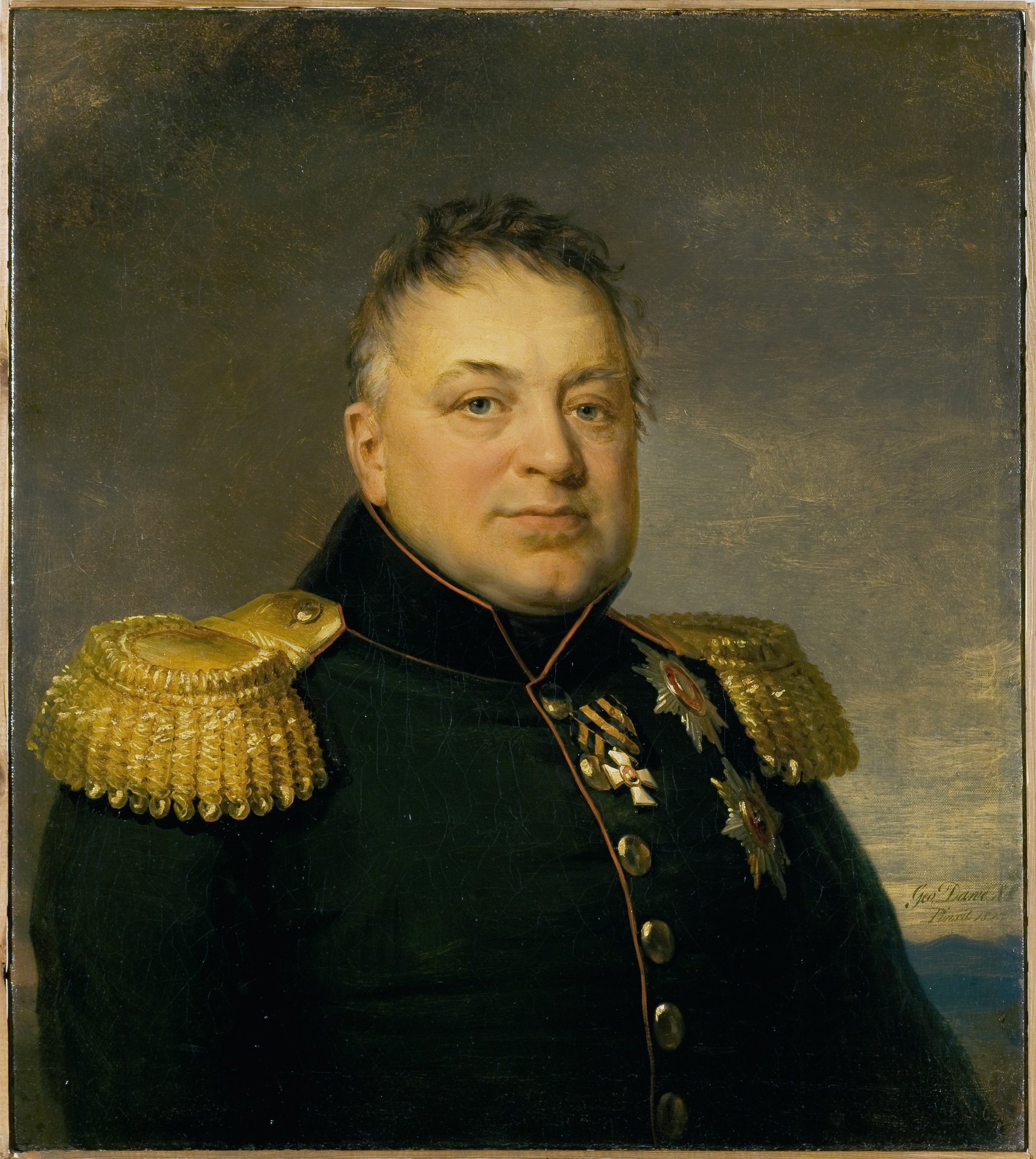
Пётр Иванович Меллер-Закомельский, сын Ивана Ивановича. Дж. Доу

Несмотря на надпись на обороте холста, исследователи сходятся в том, что человек, изображённый на портрете, явно моложе заявленных 92 лет. Текст надписи содержит грамматические ошибки, без сомнения, исполнена она позднее создания портрета, её целью было закрепление определения личности изображённого. Вероятно, она появилась после того, как портрет попал к Оболенскому. Надпись впоследствии была закрыта дублирующим холстом при реставрации. Как считает Глинка, появление надписи, скорее всего, имеет источником работы Бантыш-Каменского и Языкова, которые опубликовали ошибочные даты жизни Абрама Петровича. Эти историки, так же как и Пушкин в примечании к первой главе «Евгения Онегина», сообщали, что Абрам Петрович умер на 92-м году жизни. Согласно свидетельству Бюлера, некоторые «высокопоставленные посетители» архива, видевшие портрет, считали, что здесь изображён один из предков Пушкина. Это обстоятельство способствовало появлению надписи под рамой «Иван Абрамович Ганнибал». Из архива делался запрос в Департамент герольдии о наградах И. А. Ганнибала. Несмотря на то, что ответ от Департамента был верным, и среди наград И. А. Ганнибала ордена Андрея Первозванного и Святого Георгия 2-й степени не значились, надпись всё же была оставлена.
Достоверность записи «портрет Абрама Петровича Ганнибала. Генерал-поручик, пожалован орден Владимира 1-й степени 16 мая 1783 года, орден Георгия 3-й степени 27 ноября 1770 года. Куплен у Юни за 10 р.», якобы находившейся в книжке М. Оболенского, была поставлена под сомнение В. М. Глинкой. Как бывший военный, Оболенский не мог спутать изображения орденов — награды, поименованные в записи не совпадают с изображёнными на портрете. При этом награды, перечисленные в записи, принадлежат Ивану Абрамовичу Ганнибалу. Абрам Петрович имел следующие ордена: Святой Анны (получен между 6 февраля 1748 года и 24 августа 1749 года) и Александра Невского (получен 30 августа 1760 года). Как инженер-генерал-аншеф А. Ганнибал должен был иметь на красном мундире серебряное шитьё, кроме того, он вышел в отставку в 1762 году, а мундиры такого покроя с таким шитьём были введены в 1764 году. Согласно традиции, сложившейся в русской армии, носить форму, введённую после отставки, было запрещено. Также нельзя было носить мундир после отставки. Скорее всего, искажения смысла исходят от Н. Оболенского, мистифицировавшего академика Д. Н. Анучина, которому он рассказывал о записи. Вероятность того, что кто-то из заказчиков настоял на изображении орденов, которых не получал портретируемый, отвергается исследователями.
Как отмечает Т. Александрова, главным и единственным критерием определения модели как А. П. Ганнибала или его сына И. А. Ганнибала явился цвет кожи — в Российской империи более не было темнокожих генералов. «Несоответствие в орденах» объясняли ошибкой художника, а Анучин даже предполагал, что: «… может быть честолюбивый „арап“, потомок владетельного князя и вместе с тем крестник — потомец Петра I, считал себя вправе присвоить себе, хотя бы только на портрете, эту привилегию принцев крови…».
В 1962 году В. В. Набоков в статье «Пушкин и Ганнибал» отмечал, что портрет написан «бездарным живописцем», награды на нём не принадлежали Ганнибалу и «достоверного портрета» прадеда поэта не существует. Действительно, не сохранилось никаких свидетельств, что в течение его жизни в России с Ганнибала когда-либо писался портрет.
По мнению Н. Телетовой, Г. Лееца и В. Глинки на портрете изображен И. И. Меллер-Закомельский: полный генерал артиллерии (генерал-аншеф), он имел ордена Андрея Первозванного и Георгия 2-й степени. Телетова приводит список подходящих «кандидатов», полных генералов, имевших награды, которые изображены на портрете — это П. И. Олиц, И. П. Салтыков, А. А. Прозоровский-младший, И. В. Гудович и И. И. Меллер-Закомельский. Олиц был пехотным генералом, и его мундир должен быть зелёного цвета. И. Салтыков был кавалеристом, известны также его портреты. Прозоровский-младший — также пехотинец, и его черты известны по другим портретам — он не похож на изображённого. Гудович — ещё один пехотинец и его портреты известны. Остаётся лишь один полный генерал, служивший в артиллерии и награждённый орденами Андрея Первозванного и Георгия 2-й степени — Меллер-Закомельский. Исследователи (Леец, Телетова, Глинка) находят также, что у сына Меллер-Закомельского, Петра, прослеживается сходство с изображённым на портрете. Слабое место гипотезы — Меллер-Закомельский был награждён орденом Владимира 1-й степени (1785), который носился при любых высших наградах, но на портрете этого ордена нет.
По мнению Н. Грановской на портрете изображён Абрам Ганнибал — лицо было написано профессиональным художником, а мундир и награды уже, вероятно, дописаны учениками, причём, не с натуры. Отсюда и ошибки, неизбежные при такой организации работы.
Тёмный цвет лица неизвестного Телетова, а вслед за ней и Леец, объясняют тем, что Меллер-Закомельский, служивший на юге, загорел и был так изображён художником. Им возражал В. Глинка, указывая, что в ту эпоху загар был признаком низкого происхождения, так как его приобретали все, кто работал на открытом воздухе. Лица же представителей высших слоёв общества писались на портретах всегда бело-розовыми. Тёмную кожу и чёрные, не пудреные, волосы Глинка объясняет желанием представить изображение уроженца Африки, кем и был прадед Пушкина, и сделано это много позже создания портрета. Известно лишь одно изображение Меллер-Закомельского (посмертное) — это акварель М. Иванова «Русский лагерь под Очаковом в 1788 г.» (1794 или 1797), которая находится в Государственном Эрмитаже. В печати из-за того, что она плохо сохранилась, публиковалась фотография с копии акварели, выполненной в XIX веке. Иванов, работавший при штабе Г. А. Потёмкина в 1780-х годах, имел поручение писать виды новоприсоединённых земель юга и батальные сцены. На акварели представлен вид лагеря русской армии перед штурмом Очакова. Меллер-Закомельский в артиллерийском мундире изображён стоящим рядом с Потёмкиным. Через плечо генерал-аншефа переброшена Андреевская лента. Из наград у Меллер-Закомельского Андреевская и Георгиевская звёзды, Георгиевский крест. И мундир, и награды точно такие же, как и на спорном портрете, однако на акварели генерал в парике. 
Версии, что это подлинный портрет А. П. Ганнибала, придерживался А. Гордин. По его мнению, устроители выставки 1880 года отвергли кандидатуру Ивана Абрамовича и утвердились в том, что изображён Абрам Петрович. Как отмечает Гордин: «их убеждала прежде всего внешность портретированного, затем надпись на обороте холста и данные его бытования». При этом Гордин замечает, что вопрос орденов так и остался невыясненным. По мнению Н. И. Грановской, также считающей, что это портрет Ганнибала, определять личность изображённого только по наградам неверно, самое главное — облик человека. Очень часто художник имел возможность написать с натуры лишь лицо модели, а фигура и костюм дописывались позднее. Именно это, по мнению Грановской, и произошло при создании портрета.
Формированию убеждения в том, что портрет неизвестного — это портрет прадеда А. С. Пушкина, способствовала работа Д. Анучина «Антропологический эскиз», в которой воссоздано описание внешности А. П. Ганнибала. Однако в работе Анучина не приводятся черты Ганнибала как уроженца Африки, лишь за цвет кожи его можно отнести к «негроидной расе». В «Антропологическом эскизе» Анучин так представляет предка поэта: «Это был, по всей вероятности, довольно рослый, темнокожий, шоколадного цвета субъект, с черными курчавыми волосами, удлиненным черепом, овальным сухим лицом, высоким лбом без заметных выступов над бровями, слабою растительностью на лице, черными глазами, полными, толстоватыми губами и, может быть, несколько широким, но не негритянским носом» (цитируется по: ). Анучин отмечал отсутствие черт, характерных для африканцев, а по поводу изображения говорил, что это «возможно» Ганнибал. По его мнению,  мастерства художника не хватило отобразить негроидные черты.
В 1986 году кандидат исторических наук И. И. Грохман (ИЭА РАН) антропологически описал изображённого. Согласно ему, оценить антропологические черты по портрету можно лишь приблизительно. С большей вероятностью можно сказать, что волосы неизвестного прямые, лоб его имеет средний наклон, лобные бугры выражены. Надпереносье развито средне или слабо. Глаза имеют овальную форму, поставлены прямо, у века нет складки. Удлиненный нос имеет прямую спинку, возможно немного выпуклую, и широкие крылья. Переносье широкое, кончик носа опущен, основание носа опущено. Ярко выражена крыльевая борозда. Рот ширины средней, нижняя губа немного больше средней толщины, верхняя средней толщины. Очертания верхней губы сложные. Лицо неизвестного средней ширины и небольшой высоты. Развитие скул среднее. Нижняя челюсть с явными углами, тяжёлая. Подбородок выступает вперед. В совокупности все черты принадлежат человеку европеоидного типа. Признаков, характерных для «негроидной расы», Грохман не нашёл, посчитав, что человек, изображённый на спорном портрете по совокупности указанных черт, относится к европеоидам.

## Экспертизы
Для решения вопроса по атрибуции портрета музеем были заказаны экспертизы полотна, и 21 февраля 1986 года состоялось заседание во Всесоюзном музее А. С. Пушкина. До 1986 года было проведено три экспертизы портрета: в Государственном Эрмитаже в 1957 и 1981 (или 1980) годах и во Всероссийском художественном научно-реставрационном центре в 1976 году (экспертизу проводил Савва Ямщиков).
В Государственном Русском музее в январе 1986 года (экспертиза проведена 28 января) сочли, что тёмным цвет лица модели стал из-за того, что сквозь краску со временем проступил тёмный грунт. Грунт состоит из двух слоёв: нижний — клеевой из коричневой охры и умбры, верхний — масляный из красной глины и киновари. Впоследствии во время реставрации область лица была записана оливково-умбристым тоном. Согласно заключению заведующей отделом технико-технологических исследований С. В. Римской-Корсаковой, портрет является работой непрофессионального художника. Он исполнен по предварительному рисунку. Под авторской живописью нет иных изображений или авторских переписок. Как считает Н. Грановская, на результаты экспертизы сильнейшее влияние оказала новая на тот момент гипотеза о личности изображённого. По её мнению, никто из прежних владельцев не мог инициировать запись лица более тёмным тоном. Когда портрет изучал Анучин, оно уже было тёмного цвета, следовательно, на полотне изначально был изображён темнокожий человек, и это не может быть Меллер, «белолицый, носивший пудреный парик, немец».
На заседании 21 февраля обсуждались результаты всех экспертных заключений. Новыми контурами обведены нос и губы — их очертания были увеличены. Ордена при реставрации затронуты не были. Так как слой прописок лица не имел на момент экспертизы общих кракелюров с грунтом, возраст прописок был определён в 50—100 лет (по состоянию на 1986 год), то есть прописки были неавторские.